# Melitta heilungkiangensis
Melitta heilungkiangensis är en biart som beskrevs av Wu 1978. Melitta heilungkiangensis ingår i släktet blomsterbin, och familjen sommarbin. Inga underarter finns listade i Catalogue of Life.